# Javier Gonzalez
Javier David Gonzalez Tapia, mer känd som Yei Gonzalez, född 21 augusti 1984 i Sankt Johannes församling i Norrköping, är en svensk-chilensk musiker och producent från Hageby, södra Norrköping.

## Biografi
Gonzalez inledde karriären som artist i Chile mellan åren 2004 och 2010, och medverkade där i TV-programmet Mekano. När han kom till Stockholm blev Anders Bagge hans mentor. I Sverige har han producerat musik för rapparna Maxida Märak, 1.Cuz, Greekazo, Dree Low och Einár, men har även jobbat med popartister som Molly Sandén och Danny Saucedo.
Internationellt så har Gonzalez arbetat med artister som Anastacia, Jennifer Lopez, Cardi B, Louis Tomlinson och Little Mix. 2020 vann han årets BMI Latin Awards för sin medverkan som låtskrivare i Jennifer Jopez låt Dinero.